# Keep On Dancin' (Gary's Gang)
"Keep On Dancin'" is de debuutsingle van Gary's Gang, een discogroep uit Queens, New York. Het nummer werd in 1979 in verschillende landen succesvol.
"Keep On Dancin'" piekte op nummer 15 in de Amerikaanse Soul Singles-hitlijst, nummer 41 in de Amerikaanse Billboard Hot 100 en nummer 33 in de Cash Box Top 100. In het Verenigd Koninkrijk bereikte het nummer nummer acht en nummer 31 in Canada. In 1990 stond het nummer een week lang opnieuw in de Britse hitlijst (#98).
Samen met hun nummers "Do It at the Disco" en "Let's Lovedance Tonight" stond "Keep On Dancin'" een week lang op nummer één in de discohitlijst. In 1999 werd "Let's Lovedance Tonight" door Soulsearcher gesampled in de nummer twintig dancehit "Can't Get Enough".